# 북부지방산림청
북부지방산림청(北部地方山林廳)은 국유림의 효율적 관리, 국유임산자원의 보호·조성, 선진임업기술에 의한 국유림의 경영개선 및 국유림의 공익증진에 관한 사무를 관장하는 대한민국 산림청의 소속기관이다. 2006년 1월 1일 발족하였으며, 강원특별자치도 원주시 배울로 124에 위치하고 있다. 청장은 고위공무원단 나등급에 속하는 일반직공무원으로 보한다.

## 연혁
- 1950년 4월 8일: 농림부 소속으로 서울영림서 설치.[2]
- 1952년 4월 1일: 소속기관으로 서울·괴산·안면도·무주·남원·변산·진도·상주·춘양·영매·울릉·동래·춘천·기린·제주관리소 설치.[3]
- 1957년 1월 12일: 소속기관으로 양평·홍천·원주·상남·인제·원통·서화·화천·양구·천미관리소를 설치하고 괴산·안면도·변산·진도·상주·동래관리소를 폐지.[4]
- 1962년 6월 4일: 제주관리소 폐지.[5]
- 1962년 10월 30일: 소속기관으로 풍기·남해관리소 설치.[6]
- 1966년 6월 1일: 서울관리소를 청평관리소로 개편하고 영양·하동관리소 및 관행작대작업소 설치. 울릉·서화·천미관리소는 폐지.[7]
- 1967년 1월 1일: 산림청 소속으로 변경.[8]
- 1967년 9월 1일: 소속기관으로 횡성관리소 및 제1·제2관작사업소 및 양평·춘천양묘사업소를 설치하고 관행작대작업소를 폐지. 창촌관리소를 강릉영림서로, 풍기·춘양관리소를 안동영림서로 이관.[9]
- 1969년 9월 24일: 소속기관을 춘천·인제·홍천·원주관리소로 통합.[10]
- 1972년 7월 21일: 중부영림서로 개편.[11]
- 1987년 12월 30일: 춘천관리소 소속으로 화천·양구·춘천·철원·청평출장소를, 인제관리소 소속으로 원통·인제·신남·기린·상남출장소를, 홍천관리소 소속으로 창촌·성산·서석출장소를, 원주관리소 소속으로 용문·횡성·신림출장소를 설치.[12]
- 1991년 5월 31일: 원주영림소와 공주영림소로 분리.[13] 원주영림소의 소속기관을 춘천·인제·홍천·수원·의정부관리소로 개편.[14]
- 1996년 1월 1일: 북부지방산림관리청으로 개편.[15] 춘천·인제·홍천·수원·의정부관리소를 춘천·인제·홍천·수원·의정부국유림관리소로 개편하고 소속기관으로 양구·운두령·서울국유림관리소 및 산림토목사업소를 설치.[16]
- 1999년 5월 24일: 운두령·의정부국유림관리소 및 산림토목사업소 폐지.[17]
- 2006년 1월 1일: 북부지방산림청으로 개편.[18]

## 관할구역
- 서울특별시
- 인천광역시
- 경기도
- 강원특별자치도

## 조직

### 청장
- 산림재해안전과[19]
- 산림경영과[19]
- 기획운영팀[19][20]

### 소속기관
- 국유림관리소[21]

| 명칭                 | 위치                                      | 관할구역 |
| -------------------- | ----------------------------------------- | --- |
| 춘천국유림관리소     | 강원특별자치도 춘천시 신북읍 맥국길 5     | 경기도 가평군, 강원특별자치도 춘천시 및 화천군·철원군의 민간인통제선 이남지역                                                   |
| 홍천국유림관리소     | 강원특별자치도 홍천군 홍천읍 마지기로 93  | 강원특별자치도 원주시·홍천군·횡성군                                                                                             |
| 서울국유림관리소     | 서울특별시 성북구 화랑로18가길 30         | 서울특별시, 인천광역시, 경기도 부천시·광명시·시흥시·김포시·의정부시·동두천시·남양주시·구리시·고양시·파주시·양주시·포천시·연천군 |
| 수원국유림관리소     | 경기도 수원시 권선구 매송고색로503번길 18 | 경기도 수원시·안양시·평택시·안산시·오산시·군포시·의왕시·하남시·성남시·과천시·이천시·용인시·안성시·화성시·광주시·양평군·여주시   |
| 인제국유림관리소     | 강원특별자치도 인제군 인제읍 인제로 255   | 강원특별자치도 인제군의 민간인통제선 이남지역                                                                                   |
| 민북지역국유림관리소 | 강원특별자치도 양구군 양구읍 학안로 187   | 강원특별자치도 양구군 및 화천군·철원군·인제군의 민간인통제선 이북지역                                                           |